# Кодру (Теленештський район)
Кодру (рум. Codru) — село у Теленештському районі Молдови. Входить до складу комуни, адміністративним центром якої є село Миндрешть.

## Населення
За даними перепису населення 2004 року у селі проживали 673 особи.
Національний склад населення села:
| Національність   | Кількість осіб | Відсоток   |
| ---------------- | -------------- | ---------- |
| молдавани румуни | 672 1          | 99,9% 0,1% |
| Всього           | 673            | 100%       |